# Kapel Sainte-Catherine
Sainte-Catherine is een 13e-eeuwse kapel gewijd aan Sint-Catharina in de gemeente Hombourg-Haut in het departement Moselle in regio Grand Est, in Frankrijk.